# 大島ゆう子
大島 ゆう子（おおしま ゆうこ、1956年9月 - ）は、日本のヌードモデル。東京都中野区出身。1976年から1977年にかけて活躍した。

## 人物・来歴など
- 1976年夏、『平凡パンチ』誌上でグラビアデビュー[2]。
- スレンダーな肢体に似合わない巨大なバストが圧倒的なインパクトを与え、「爆弾娘」の愛称でたちまち話題となる[2]。活動はわずか1年あまり、グラビアはほぼ『平凡パンチ』にしか登場しなかったにもかかわらず、一部に熱狂的なファンを生んだ。
- 1976年秋、NET（現・テレビ朝日）の深夜番組『プレイタイム23』において、『平凡パンチ』初登場のときの沖縄ロケの模様がVTRで紹介されて話題となった[3]。
- サイズは身長157cm、B95cm-W60cm-H89cm。ブラジャーのカップサイズは公表されなかった。小学生のころすでに、平均的な大人のサイズを超えていたという[2]バストのサイズは途中から85cmとしていたが[注釈 1]、明らかに虚偽の下方修正であった。これは乳房の豊かな女性は頭が悪いという俗説に惑わされていたらしい。
- 3人姉妹の末っ子[1]。当時のインタビューによると、性格は内気でおとなしく、恥ずかしがり屋であると語っていた[1]。当時公表されていたプロフィールは、高校卒業後は英会話の勉強をし[1]、19歳の時点ではセクレタリースクールに在学[2]。好きなものは秋、太宰治、グレープフルーツ、マルチェロ・マストロヤンニ、星占い、ローリング・ストーンズ、奥の深い人。嫌いなものはヘビ、レバー、人がたくさんいる所、黄色、アラン・ドロン、陰険な人、軽薄な人[4]。暇なときにはエレクトーンやピアノを弾いたり、レコードを聴いたりしているとのこと[4]。
- 女優を目指すとして、1977年にヌードグラビアを離れたが[5]、その後の消息は不明。
- 映画『幸福の黄色いハンカチ』の中で、花田欣也（武田鉄矢）が『平凡パンチ』(1977年8月22日号)の大島のヌードピンナップに驚くシーンがある。